# 12481 Streuvels
12481 Streuvels este un asteroid din centura principală de asteroizi.

## Descriere
12481 Streuvels este un asteroid din centura principală de asteroizi. A fost descoperit pe 12 martie 1997 la Observatorul La Silla de Eric Walter Elst. Asteroidul prezintă o orbită caracterizată de o semiaxă mare de 2,78 ua, o excentricitate de 0,15 și o înclinație de 9,1° în raport cu ecliptica.